# 오 럭키 맨!
오 럭키 맨!(O Lucky Man!)은 미국에서 제작된 린지 앤더슨 감독의 1973년 코미디, 판타지 영화이다. 말콤 맥도웰 등이 주연으로 출연하였고 마이클 메드윈 등이 제작에 참여하였다.

## 출연

### 주연
- 말콤 맥도웰
- 랠프 리처드슨

### 조연
- 레이첼 로버츠
- 아서 로우
- 헬렌 미렌
- 그레이엄 크로우덴

## 제작진
- 협력프로듀서: 배질 키스
- 미술: 조셀린 허버트
- 세트: 해리 코드웰
- 배역: 미리암 브리크먼